# Mundartrock
Mundartrock als Sparte der Mundartmusik bezeichnet Rockmusik, gesungen in einem der verschiedenen Dialekte der deutschen Sprache. Der Begriff ist vor allem im alemannischen Sprachraum verbreitet. 